# Три возраста женщины и Смерть
«Три возраста женщины и Смерть» (нем. Die drei Lebensalter und der Tod) — картина художника Ганса Бальдунга.
Художник спрессовал три фигуры на левой половине полотна, а правую оставил целиком Смерти. Тем самым картина лишена той сбалансированности масс и пропорций, к которой так стремился Дюрер. В противовес этому на полотне присутствует движение в виде вуали и старухи, энергично делающей шаг навстречу Смерти. Вуаль держит ребёнок на левом краю полотна, потом она поднимается вверх и через руку молодой женщины скользит дальше, проходя через руку Смерти исчезает, развеваясь за его правым краем.
По одной из интерпретаций, вуаль выдает в молодой женщине проститутку, поскольку они в то время должны были носить вуали, например в таких городах, как Страсбург. С другой стороны, Дева Мария, как и Ева с Венерой, часто изображались на картинах с вуалью. Поэтому маловероятно, чтобы современники Бальдунга воспринимали вуаль как намёк на присутствие на полотне представительницы самой древней профессии. Вуаль, с одной стороны, по традиции прикрывает лоно, с другой — является связующим звеном между ребёнком, женщиной и Смертью. Это звено дополняет старуха, энергичным жестом отводя одной рукой в сторону руку Смерти и поддерживая зеркало другой.
Таким образом, все фигуры на полотне связаны друг с другом. Возникает ощущение некого танца, при котором танцуют не держась за руки, но используют шаль.

## Три возраста и Смерть

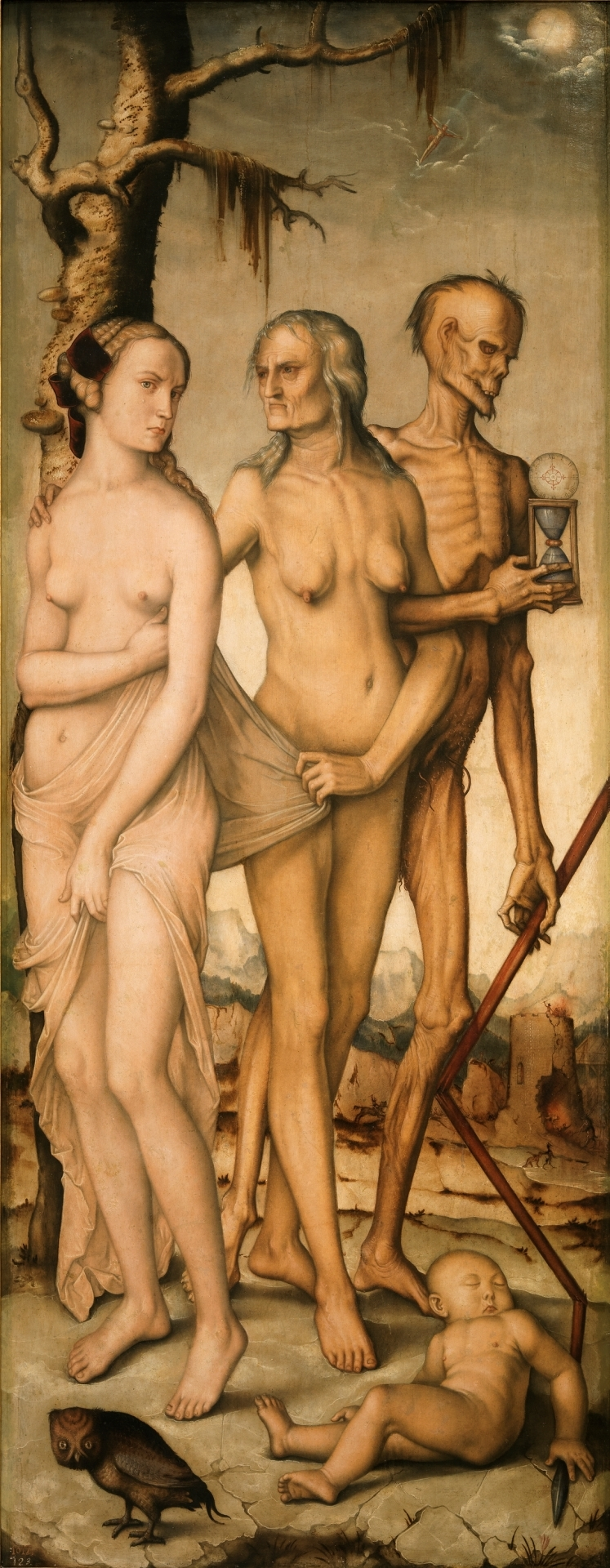
Ганс Бальдунг. Три возраста и смерть. 1540—1543. Прадо. Мадрид
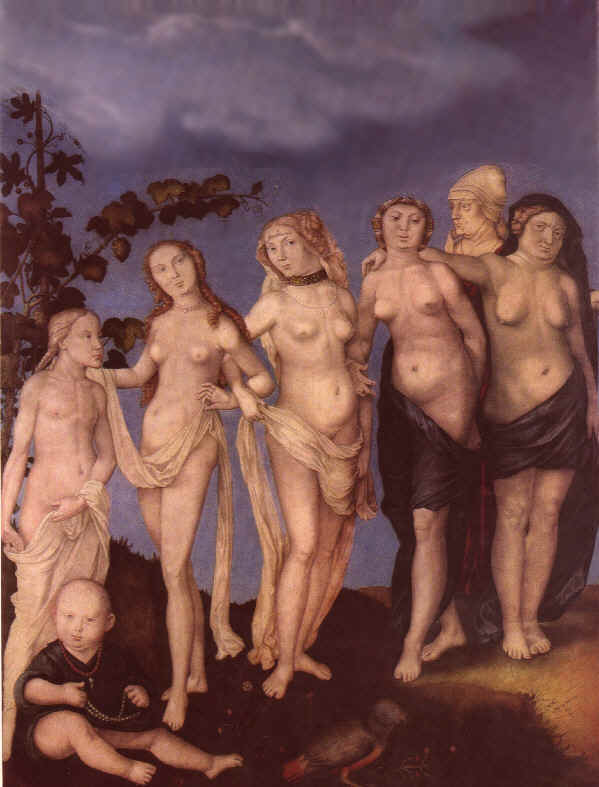
Ганс Бальдунг. Семь возрастов женщины. 1544. Музей изобразительных искусств. Лейпциг
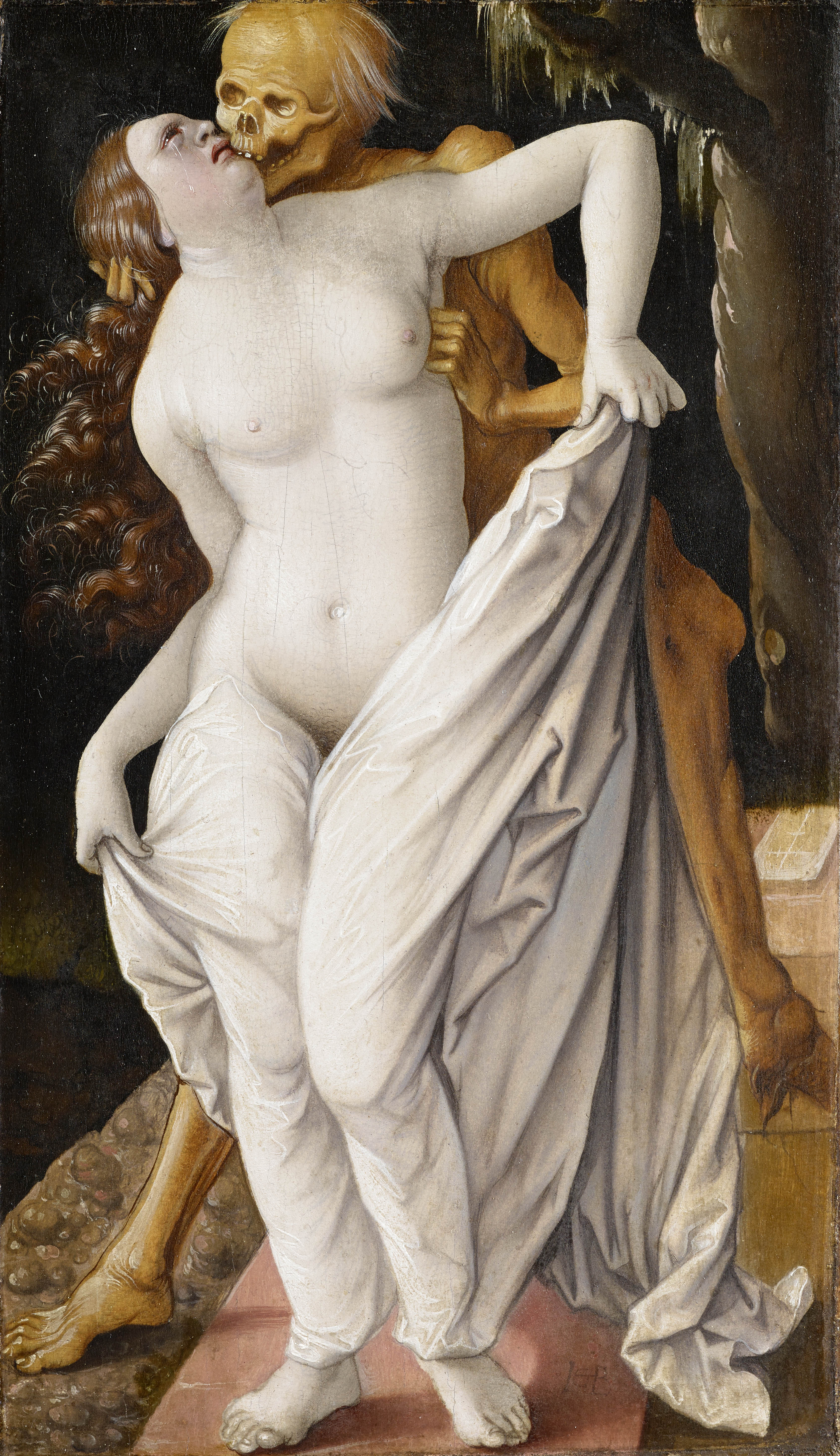
Ганс Бальдунг. Женщина и Смерть. 1518—1520. Художественный музей. Базель
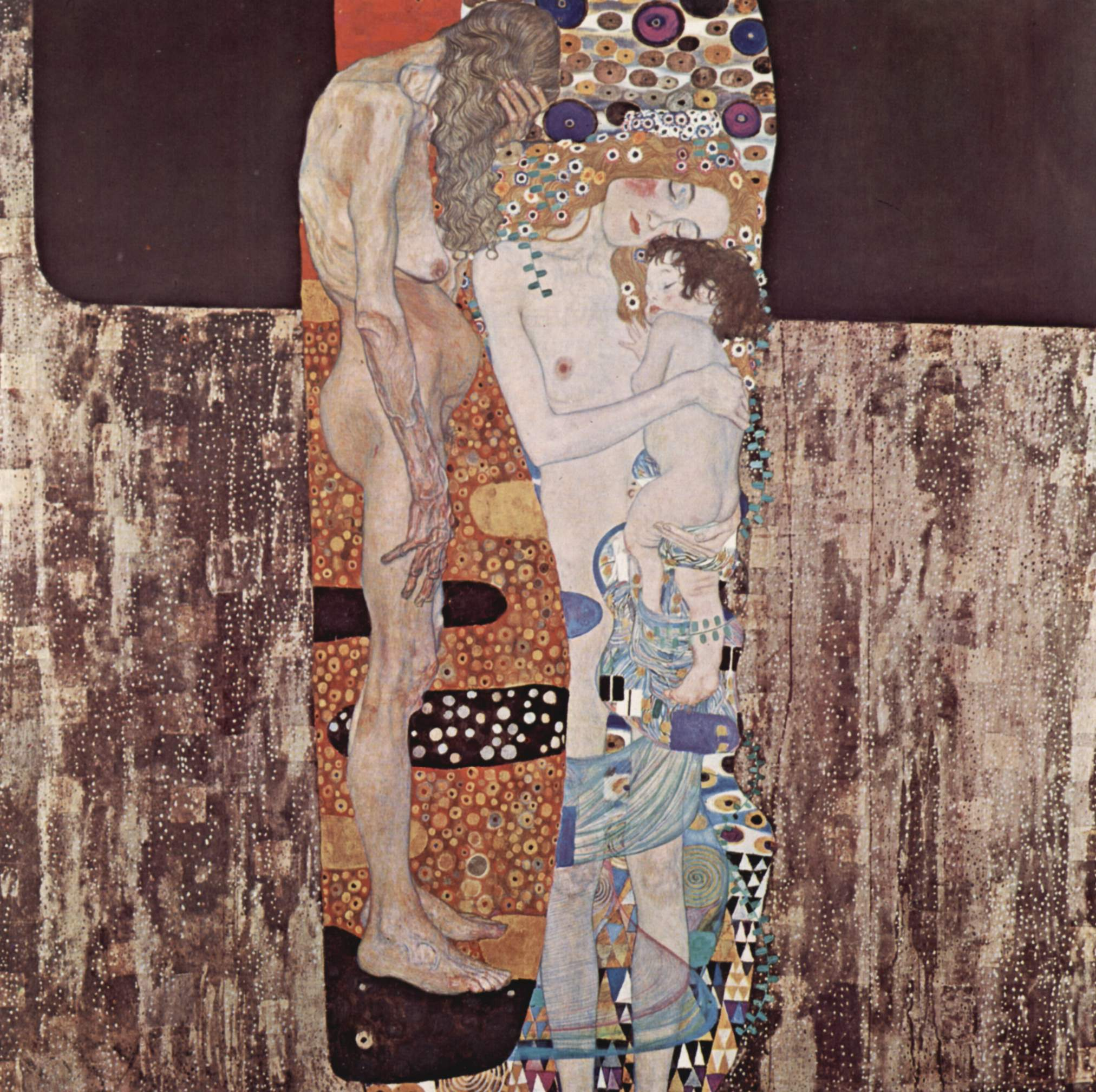
Густав Климт. Три возраста женщины. 1905. Национальная галерея. Рим